# Тхат Пханом
Тхат Пханом — буддийский храмовый комплекс на северо-востоке Таиланда в регионе Исан, находится на правом берегу Меконга, на границе с Лаосом.
Тхат Пханом (Тхатпханом, Пхра Тхатпханом) основан, по легенде, на месте, где побывал сам Будда, и где уже после его смерти, в 535 г. до н. э., на холме Кампхра была сооружена ступа для захоронения священных реликвий — фрагментов грудных костей Будды. Ныне существующий реликварный памятник был сооружен по типу кхмерского башнеобразного святилища в период зависимости этого региона от империи Камбуджадеша, примерно в VIII—X вв. Во времена лаосского королевства Лансанг, в XV—XVII вв., сооружение было перестроено и обнесено стеной. Ступа получила типично лаосский облик и достигла вместе с позолоченным шпилем почти 50-метровой высоты. В XX в. храмовый комплекс (ват) неоднократно реставрировался. Скульптуры и цветочные орнаменты появились в 1901 г. В 1941 г. ступа достигла высоты 57 метров. В 1975 г. из-за мощной грозы ват получил сильные повреждения и поэтому был заново отреставрирован в 1979 г. Тогда на золочение ступы было израсходовано 110 кг золота.
Ступа Тхатпханом возвышается на каменной платформе и обнесена двойной оградой с остроконечными башенками по углам и над входами. Нижнюю квадратную часть ступы декорируют выполненные из кирпича барельефы (10—12 вв.) со сценами легендарных праздничных процессий пяти королей, принимавших участие в строительстве памятника. Центральная часть выполнена в виде четырехгранной призмы-бутыли (стилизованного бутона банана), покрытой белой штукатуркой с позолоченными рельефными изображениями мирового древа и увенчанной золотым зонтом. Весь комплекс окружен стенами с несколькими воротами и открытой галереей со скульптурами будд (12—20 вв.). Во внутренних дворах находятся храм-бот с главной статуей Будды и храмы-виханы с двускатными многоярусными крышами, павильон для большого барабана, беседки для отдыха, монастырские сооружения, композиция из скульптур будд, символизирующих планеты и дни недели, а также датируемые 10—12 вв. каменные статуи фантастических львов-охранителей и колонн Лакмыанг (первоначально почитавшихся как фаллические символы бога Шивы, впоследствии — как места обитания духов-покровителей). В северо-западной части комплекса — Музей Тхатпханом, где экспонируются археологические бронзовые и керамические изделия 1-го тыс. н. э., фрагменты декора, скульптуры будд, буддийских персонажей и культовые предметы 10—19 вв. Праздник ступы (бун Тхатпханом) отмечается в феврале-марте. В октябре-ноябре (в полнолуние) здесь празднуется приуроченный к окончанию буддийского поста бун Рыафай (праздник «Светящихся лодок») со спуском на воды Меконга украшенных множеством зажженных свеч лодок.
Народное поверье связывает храм с китайским знаком Зодиака, Обезьяной, поэтому Тхат Пханом является популярным местом паломничества для тех, кто родился в год Обезьяны.